# Prefab Sprout
Prefab Sprout – brytyjski zespół pop-rockowy z hrabstwa Durham, założony w 1977 roku, popularny w latach 80. Najważniejszym członkiem zespołu od powstania był Paddy McAloon, nazywany jednym z najlepszych songwriterów swojej epoki.

## Skład
- Paddy McAloon – wokal, gitara, keyboard
- Wendy Smith – wokale, gitara, keyboard
- Feona Attwood – wokal
- Martin McAloon – gitara basowa
- Michael Salmon – perkusja (do stycznia 1983)
- Graham Lant – perkusja (1983–1984)
- Neil Conti – perkusja (1984–2000)
- John Hendry – perkusja (1984)
- Paul Smith – perkusja (1997)

## Dyskografia

### Albumy
- Swoon (1984)
- Steve McQueen (1985) (wydany w Stanach Zjednoczonych jako Two Wheels Good)
- From Langley Park to Memphis (1988)
- Protest Songs (1989; zarejestrowane 1985)
- Jordan: The Comeback (1990)
- Andromeda Heights (1997)
- The Gunman and Other Stories (2001)
- Let's Change the World with Music (2009)
- Crimson/Red (2013)

### inne
- A Life Of Surprises - The Best of Prefab Sprout (1992)
- 38 Carat Collection (1999)
- I Trawl the Megahertz (2003) - solowy album Paddy’ego McAloona
- Steve McQueen (2007) - reedycja z bonusowym CD